# San Fernando (Pampanga)
Pour les articles homonymes, voir San Fernando.
San Fernando est une ville de 1re classe, capitale de la province de Pampanga, dans la région de la Luçon centrale aux Philippines.
Selon le recensement de 2010 elle est peuplée de 285 912 habitants.

## Barangays
San Fernando est divisée en 35 barangays :
- Alasas
- Baliti
- Bulaon
- Calulut
- Dela Paz du Nord
- Dela Paz du Sud
- Del Carmen
- Del Pilar
- Del Rosario
- Dolores
- Juliana
- Lara
- Lourdes
- Maimpis
- Magliman
- Malino
- Malpitic
- Pandaras
- Panipuan
- Pulung Bulo
- Santo Rosario
- Quebiawan
- Saguin
- San Agustin
- San Felipe
- San Isidro
- San Jose
- San Juan
- San Nicolas
- San Pedro Cutud
- Santa Lucia
- Santa Teresita
- Santo Niño
- Sindalan
- Telabastagan

## Démographie
| Année | Habitants | Évolution |
| ----- | --------- | --------- |
| 1995  | 193 025   | -         |
| 2000  | 221 857   | 14,94 %   |
| 2007  | 269 365   | 21,41 %   |
| 2010  | 285 912   | 6,14 %    |